# Équipe cycliste Rio Miera-Cantabria Deporte
L'équipe cycliste Rio Miera-Cantabria Deporte est une équipe cycliste féminine espagnole. Elle devient continentale en 2020.

## Classements UCI
Ce tableau présente les places des membres de l'équipe et de l'équipe aux classements de l'Union cycliste internationale en fin de saison.
| Année | Classement par équipes | Meilleure coureuse au classement individuel |
| 2020  | 49e                    | Susana Perez (750e)                         |
| 2021  | 56e                    | Eva Anguela (499e)                          |

## Encadrement
La famille San Emeterio dirige l'équipe. Cristina exerce la fonction de directrice sportive, Roberto est son assistant, tandis que Jose Luis est le représentant de l'équipe auprès de l'UCI.

## Rio Miera-Cantabria Deporte en 2022

### Effectif
| Effectif 2022       | Effectif 2022     | Effectif 2022 | Effectif 2022       |
| Cycliste            | Date de naissance | Pays          | Équipe précédente   |
| ------------------- | ----------------- | ------------- | ------------------- |
| Eva Anguela         | 11 juin 2002      | Espagne       |                     |
| Paula Diaz          | 3 janvier 1997    | Espagne       |                     |
| Carolina Esteban    | 15 février 2001   | Espagne       |                     |
| Ania Horcajada      | 23 février 2002   | Espagne       |                     |
| Alba Leonardo       | 27 mars 2002      | Espagne       |                     |
| Isabel Martin       | 1 mai 1999        | Espagne       | Massi Tactic (2020) |
| Nerea Nuno Iglesias | 12 juillet 1994   | Espagne       | Massi Tactic (2020) |
| Susana Perez        | 15 novembre 2001  | Espagne       |                     |
| Beatriz Roxo        | 30 septembre 2003 | Portugal      |                     |
| Laura Tenorio       | 22 avril 1998     | Espagne       |                     |
|                     |                   |               |                     |
| Source : UCI        |                   |               |                     |

### Victoires

#### Sur route
| Victoires | Victoires | Victoires | Victoires | Victoires | Victoires |
| Date      | Course    | Pays      | Classe    | Vainqueur |           |
| --------- | --------- | --------- | --------- | --------- | --------- |

### Classement mondial
| Classement UCI | Classement UCI   | Classement UCI | Classement UCI |
| Coureuse       | Coureuse         | Pays           | Points         |
| -------------- | ---------------- | -------------- | -------------- |
| 935e           | Beatriz Roxo     | Portugal       | 10 pts         |
| 1155e          | Carolina Esteban | Espagne        | 3 pts          |
| 1155e          | Susana Perez     | Espagne        | 3 pts          |
| 1310e          | Isabel Martin    | Espagne        | 1 pt           |